# 党州 (广西)
党州，中国古代的州。
古称古党垌，唐高宗永淳元年（682年）置党州，治所在善劳县（今广西壮族自治区玉林市兴业县卖酒镇党州村）。辖境相当今广西壮族自治区玉林市北。下轄：善劳縣、怀仁縣（后改抚康县，今广西兴业县小平山镇浪平村）、宁仁縣（今广西兴业县龙安镇滕冲村）、善文縣（今广西兴业县北市镇善民村）。属岭南道。唐玄宗天宝元年（742年）改宁仁郡。唐肃宗乾元元年（758年）复为党州。北宋宋太祖开宝七年（974年）废党州。
党州刺史
- 莫怀毅（开元初年）